# Fudbalski Klub 11 Oktomvri Prilep
Il Fudbalski Klub 11 Oktomvri Prilep (in macedone ФК 11 Октомври) è una società calcistica macedone con sede nella città di Prilep.

## Storia
Per la stagione 2012-2013 milita in Vtora Liga, la seconda divisione del campionato macedone di calcio, dopo la retrocessione arrivata al termine della stagione 2011-2012.

## Palmarès
- Campionato macedone di Vtora Liga: 1

2010-2011
- Treta Liga: 1

2008-2009

## Organico

### Rosa 2011-2012
| N. |                               | Ruolo | Calciatore        |
| -- | ----------------------------- | ----- | ----------------- |
|    | Macedonia del Nord (bandiera) | P     | Dejan Kebakoski   |
|    | Macedonia del Nord (bandiera) | P     | Pece Korunovski   |
|    | Macedonia del Nord (bandiera) | P     | Aleksandar Igeski |
|    | Macedonia del Nord (bandiera) | D     | Stevan Ivanoski   |
|    | Macedonia del Nord (bandiera) | D     | Filip Mirčeski    |
|    | Macedonia del Nord (bandiera) | D     | Denis Dimitrioski |
|    | Serbia (bandiera)             | D     | Jovica Obradović  |
|    | Macedonia del Nord (bandiera) | D     | Filip Nikoloski   |
|    | Macedonia del Nord (bandiera) | D     | Filip Spirkoski   |
|    | Macedonia del Nord (bandiera) | C     | Boban Krsteski    |
|    | Macedonia del Nord (bandiera) | C     | Vladimir Petreski |
|    | Macedonia del Nord (bandiera) | C     | Dejan Kuleski     |
|    | Macedonia del Nord (bandiera) | C     | Nove Aceski       |

| N. |                               | Ruolo | Calciatore             |
| -- | ----------------------------- | ----- | ---------------------- |
|    | Macedonia del Nord (bandiera) | C     | Blagojče Ruteski       |
|    | Macedonia del Nord (bandiera) | C     | Toni Meglenski         |
|    | Macedonia del Nord (bandiera) | C     | Stojanče Dunimagloski  |
|    | Macedonia del Nord (bandiera) | C     | Aleksandar Veljanovski |
|    | Macedonia del Nord (bandiera) | A     | Vlatko Tošeski         |
|    | Macedonia del Nord (bandiera) | A     | Igor Mirčeski          |
|    | Macedonia del Nord (bandiera) | A     | Vladimir Mojsovski     |
|    | Macedonia del Nord (bandiera) | A     | Blagoja Gešoski        |
|    | Macedonia del Nord (bandiera) | A     | Goran Zdraveski        |
|    | Macedonia del Nord (bandiera) | A     | Icko Jankoski          |
|    | Macedonia del Nord (bandiera) | A     | Sašo Gjoreski          |
|    | Serbia (bandiera)             | A     | Miodrag Jovanović      |